# تانک سبک ام‌کی ۸
تانک سبک ام‌کی ۸ (به انگلیسی: Light Tank Mk VIII) که با نام هری هاپکینز نیز شناخته می‌شود، یک تانک سبک بریتانیایی بود که در میانه دهه ۱۹۴۰ طراحی و تولید و در جنگ جهانی دوم به کار برده شد.

## طراحی و توسعه
تانک سبک ام‌کی ۸ در سال ۱۹۴۱ به عنوان نسخه ارتقا یافته تانک سبک ام‌کی ۷ تترارک توسط ویکرز طراحی شد. سه پیش‌نمونه که از شاسی و قطعات مکانیکی ام‌کی ۷ استفاده می‌نمودند اما بدنه و برجک اصلاح‌شده چند وجهی جهت دفع بهتر گلوله‌های دشمن در آن‌ها به کار برده شد، تولید گردید. حداکثر ضخامت زره افزایش یافت و فرمان خودکار هیدرولیکی در آن نصب گشت. جزئیات بسیار دیگری نیز بهبود داده شد. شرکت مترو-کمل تولید این تانک را آغاز و سفارش ۹۹ دستگاه از آن را تا سال ۱۹۴۴ تکمیل نمود.
از شاسی ام‌کی ۸ به عنوان پایه توپ خودکششی آلکتو استفاده شد. در این مدل برجک تانک حذف و اتاقک آن اصلاح گردید و یک هویتزر ۹۵ میلی‌متری بر روی آن نصب گشت.

## تاریخچه عملیاتی

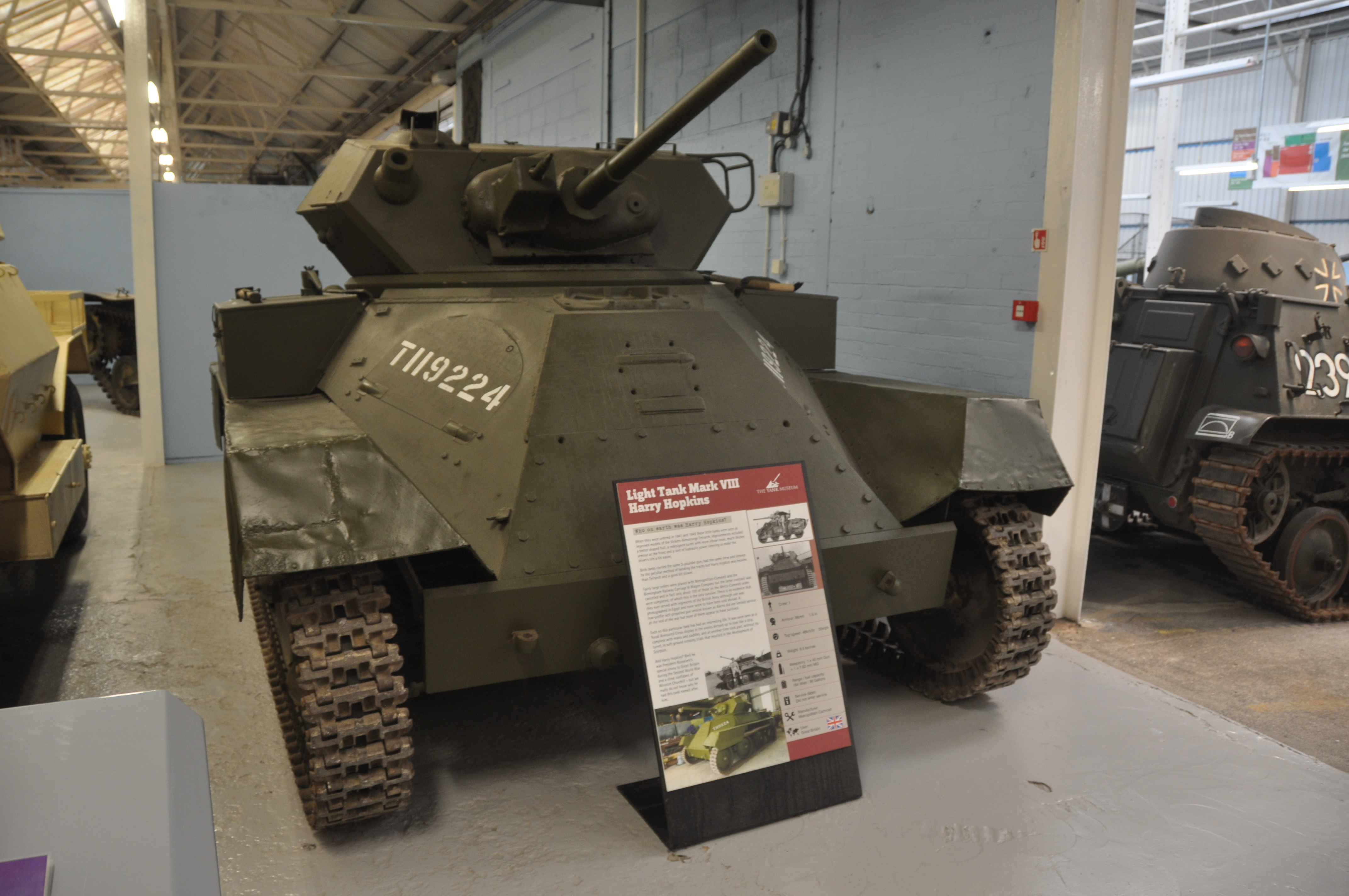
تانک سبک ام‌کی ۸ در موزه تانک بووینگتون

ام‌کی ۸ هیچگاه وارد خدمت نشد چرا که تا سال ۱۹۴۴ نیاز بریتانیا به تانک‌های سبک تنها به عملیات‌های هوابرد محدود گشته و ذخایر تترارک بدان منظور کافی بود.

## مشخصات فنی

### مشخصات عمومی
- خدمه: ۳ نفر (فرمانده، توپچی و راننده)
- سامانه تعلیق: چرخ‌های جاده قابل هدایت

#### ابعاد
- طول: ۱۴ فوت (۴۲۷ سانتیمتر)
- عرض: ۸ فوت ۱۰٫۵ اینچ (۲۷۱ سانتیمتر)
- ارتفاع: ۶ فوت ۱۱ اینچ (۲۱۱ سانتیمتر)
- عرض شنی: ۱۰٫۵ اینچ (۲۷ سانتیمتر)

#### وزن
- وزن بارگیری شده: ۱۹٬۰۴۰ پوند (۸٬۶۴۰ کیلوگرم)

#### زره
- حداقل: ۶ میلی‌متر
- حداکثر: ۳۸ میلی‌متر

#### پیشرانه
- نیرومحرکه: یک موتور ۱۲ سیلندر Meadows: توان ۱۴۸ اسب بخار

### عملکرد
- حداکثر سرعت:
  - ۳۰ مایل بر ساعت (۴۸ کیلومتر بر ساعت) در جاده
  - ۲۰ مایل بر ساعت (۳۲ کیلومتر بر ساعت) خارج از جاده
- حداکثر برد: ۱۲۵ مایل (۲۰۰ کیلومتر)
- حداکثر ارتفاع عبور از مانع:  ۲ فوت (۶۰ سانتیمتر)
- حداکثر عمق عبور از آب:  ۳ فوت (۹۰ سانتیمتر)
- حداکثر عرض عبور از سنگر: ۵ فوت (۱٫۵ متر)

### تسلیحات
- یک توپ 2pdr OQF: با ۵۰ گلوله
- یک مسلسل بسا کالیبر ۷.۹۲ میلی‌متر: ۲۰۲۵ گلوله[۱]